# 美军战地记者伊拉克战争亲历记
《美军战地记者伊拉克战争亲历记》（英語：Generation Kill），另译《杀戮一代》，是由《滚石》杂志记者埃文·莱特所著的纪实文学，出版于2004年。书中记述的是作者埃文·莱特于2003年美国进攻伊拉克期间，作为战地记者跟随美国海军陆战队第一侦察营的经历。2003年秋天，他随军期间的所见所闻分为三部分首次发表在《滚石》杂志上。系列中的首部《杀手精英》，于2004年荣获美国国家杂志奖的新闻报导奖。

## 任务
莱特首先向一名指挥官表明自己能够胜任这项任务。说服这名指挥官后，莱特开始了为期两个月的随军生活。第一侦察营的海军陸戰隊員起初对他处处防备，并怀有敌意，但他们很快就打成一片。在战斗中，莱特不退缩的表现赢得了他们的尊重。 
莱特常坐在领头的一辆轻装甲悍马车里，与危险擦身而过是常事，他曾一度亲身上阵，虽然他对此并不情愿。 
莱特在随军期间认识了各个军衔等级的人，但其中的「主要人物」只有六个： 中士布拉德·科尔伯特、准下士哈罗德·詹姆斯·特朗布利、中士鲁迪·雷耶斯、中尉纳撒尼尔·菲克、中士安东尼·艾斯贝拉和下士乔希·雷·培森。

## 作品对美國海軍陸戰隊产生的影响
中士安东尼奥·J·艾斯贝拉声称他被迫离开了军队，而上士艾瑞克·科克则声称，莱特在书中有关他的描写使他受到了纪律处分。在书本改编为电视剧的过程中，科克担任了顾问，他表示莱特「每一次交火」都在现场，因此赢得了信任。 
这本书起初受到质疑，但随后海军陸戰隊指挥官仍然鼓励第一侦察营的士官们阅读本书，一窥战争真实的一面。

## 对战争的描述
莱特表示，在参与战斗之前，他曾感到害怕，而在被子弹射中之后，生存则成了他唯一的关注点。他还表示自己在成为战地记者之前戒了酒，这使得他找到了战争的一个「好处」，那就是战争可以重现「酒鬼的情绪混乱状态」。
莱特也表示，他在入侵伊拉克期间目睹无数平民死伤，这一景象「萦绕」在他心头，因为「战争的真正法则就是，遭受痛苦最多的总是平民」。莱特相信，参与战争的军队更能理解他们自己行动的道德后果，相比之下，美国大众不仅不了解，还「疏远了为他们而战的人」。

## 出版后的争议
军中一名前线航空管制员舒普少校对本书发表评论，对比了莱特的描述和自己所目击的事件。舒普少校认为莱特在书中的描述仅是基于一部分海军陸戰隊的经历，没有考虑到其他人的视角。
莱特在此评论的回复中提及他与舒普少校的一次采访，反驳舒普少校对于海军陸戰隊中后续经历的说法。莱特同时也提及了他与海军其他部门所做的采访，其中就有舒普少校的直属上级，埃克洛夫少校，据称他曾从卡车上单枪匹马射杀了至少 17 位叛军。莱特说因为这一说法与其他说法存在矛盾，所以他把数字减少到了一到两个。莱特表示他在书中的描述来源于与军中许多海军陸戰隊員的采访，包括军官，因此不可能只考虑了一个人的看法。

## 相关作品
《Hella Nation》是莱特所著其他文章的合辑，包括他对美军第 101 空降师在阿富汗的报导，及关于一部摄于伊拉克的纪录片的轶事。
《美国亡命徒》是一本关于毒品战争的纪实作品，由莱特与琼·罗伯茨合著，琼·罗伯茨曾在纪录片《可卡因牛仔》中出镜。
前中尉纳撒尼尔·菲克在其回忆录《One Bullet Away: The Making of a Marine Officer》中，从他自己的视角讲述了《美军战地记者伊拉克战争亲历记》提到的一些战斗。

## 荣获奖项
- 美国笔会奖[13]
- J·安东尼卢卡斯图书奖（英语：J. Anthony Lukas Book Prize）[13]
- 洛杉矶时报图书奖（英语：Los Angeles Times Book Prize）[13]
- 海军陆战队传统基金会（英语：Marine Corps Heritage Foundation）的华莱士·格林将军奖[13]

## 迷你电视剧
有线电视频道HBO根据本书制作了一部迷你电视剧。这部电视剧拍摄于南非、纳米比亚及莫桑比克，播出于 2008 年 7 月，分为七集，每集 68 分钟。剧集开始于伊拉克自由行动期间，海军侦察队穿越护堤进入伊拉克。DVD 版有三张碟片，前两张各有三集，第三张含有第七集和四个特别节目，如《杀戮一代》的制片花絮和视频日记。这部电视剧由大卫·西蒙、埃德·伯恩斯、尼娜·K·诺布尔、乔治·法伯和查尔斯·帕丁森出品。由亚历山大·斯卡斯加德、詹姆斯·兰索恩、斯塔克·桑德斯、乔·维尔塔和李·特格森出演。鲁迪·雷耶斯在迷你剧中出演自己，开第三辆悍马。